# Крёкшино (станция)
Крёкшино — железнодорожная станция Киевского направления Московской железной дороги. Находится в 24 км от МКАД на территории Новомосковского административного округа города Москвы. На станции — несколько путей для формирования составов, а также одна островная платформа. В одном километре к северо-востоку — путепровод, соединяющий Минское шоссе с Боровским и Киевским. Путепровод построен в 2016-2017 годах.
Станция открыта в 1899 году. C 20 июля 2019 по 4 декабря 2020 года платформа станции была закрыта на реконструкцию. Был организован временный компенсационный автобусный маршрут КЭ «Станция Крёкшино — платформа Кокошкино».
С сентября 2023 года, в связи с запуском движения по линии МЦД-4, на станции останавливаются только поезда МЦД-4.

## Наземный общественный транспорт

### Городской
На этой станции можно пересесть на следующие маршруты городского пассажирского транспорта:
- Автобусы: 278

### Областной
- Автобус: 1055